# Katchina Mail
Katchina Mail (née le 4 avril 1998 au haras de Brullemail) est une jument baie du stud-book Selle français, qui a concouru au niveau international en saut d'obstacles avec Patrice Delaveau. Cette fille de Calvaro Z est poulinière depuis 2012.

## Histoire

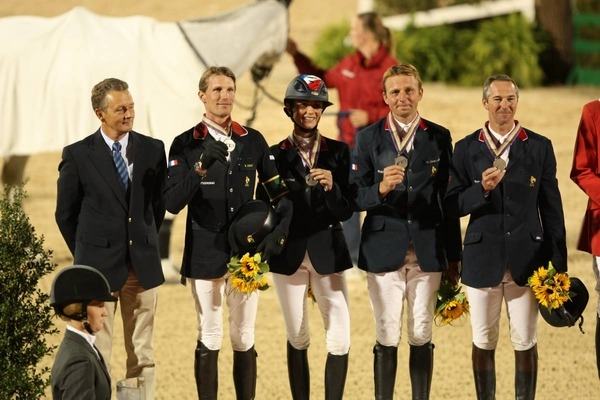
L'équipe de France (dont Patrice Delaveau, qui montait Katchina Mail) vice-championne du monde de saut d'obstacles en 2010 à Lexington.

Katchina Mail naît le 4 avril 1998 à l'élevage de Bernard Pierre Le Courtois, le haras de Brullemail, dans l'Orne,. Son éleveur témoigne qu'elle sort déjà du lot à l'âge de deux ans, puisqu'elle saute à 1,50 m au dessus d'une barre posée au sol. Elle est sacrée championne de France des chevaux d'obstacle de 6 ans.
Montée par Patrice Delaveau, elle accède au plus haut niveau en 2007.
Elle est mise à la retraite en mars 2012, à l'âge de 14 ans, pour être consacrée à la reproduction, d'un commun accord entre son cavalier et son éleveur et propriétaire.

## Description
Katchina Mail est une jument baie, inscrite au stud-book du Selle français. Pierre Le Courtois la décrit comme une jument compliquée, qui demande de la patience.

## Palmarès
Elle atteint un indice de saut d'obstacles (ISO) de 178 en 2008, et remporte pour 540 000 € de gains durant sa carrière.
- 2004 : Championne de France des 6 ans[4]
- 2008 : Vainqueur du Grand Prix du CSI4* de Gesteren[4]
- 2009 : Vainqueur du Grand Prix du CSIO5* de Gijón[4]
- Avril 2010 : 11e individuel à la finale de la Coupe du monde de saut d'obstacles 2009-2010[5]
- Septembre 2010 : 26e en individuel aux Jeux équestres mondiaux de 2010 à Lexington, médaille d'argent par équipes[5]
- Novembre 2011 : Vainqueur du CSI5*-W de Stuttgart[5]
- Janvier 2012 : Seconde du CSI5*-W de Zurich[5]

## Origines
Katchina Mail est une fille de l'étalon Holsteiner Calvaro Z, et par lui une petite-fille du célèbre Caletto I, ainsi qu'une arrière-petite-fille du Selle français Cor de la Bryère.

## Descendance
Son fils Catchar Mail (avec Diamant de Semilly) a été sacré champion de France des chevaux d'obstacle de 5 ans en 2017.